# 加西亞市

加西亞市（西班牙語：Municipio García），是委內瑞拉的一個市，位於該國北部新埃斯帕塔州，首府設於埃爾巴耶德爾埃斯皮里圖桑托，面積85.1平方公里，2001年人口45,606，人口密度每平方公里536人。